# Sante Caterina d'Alessandria e Lucia

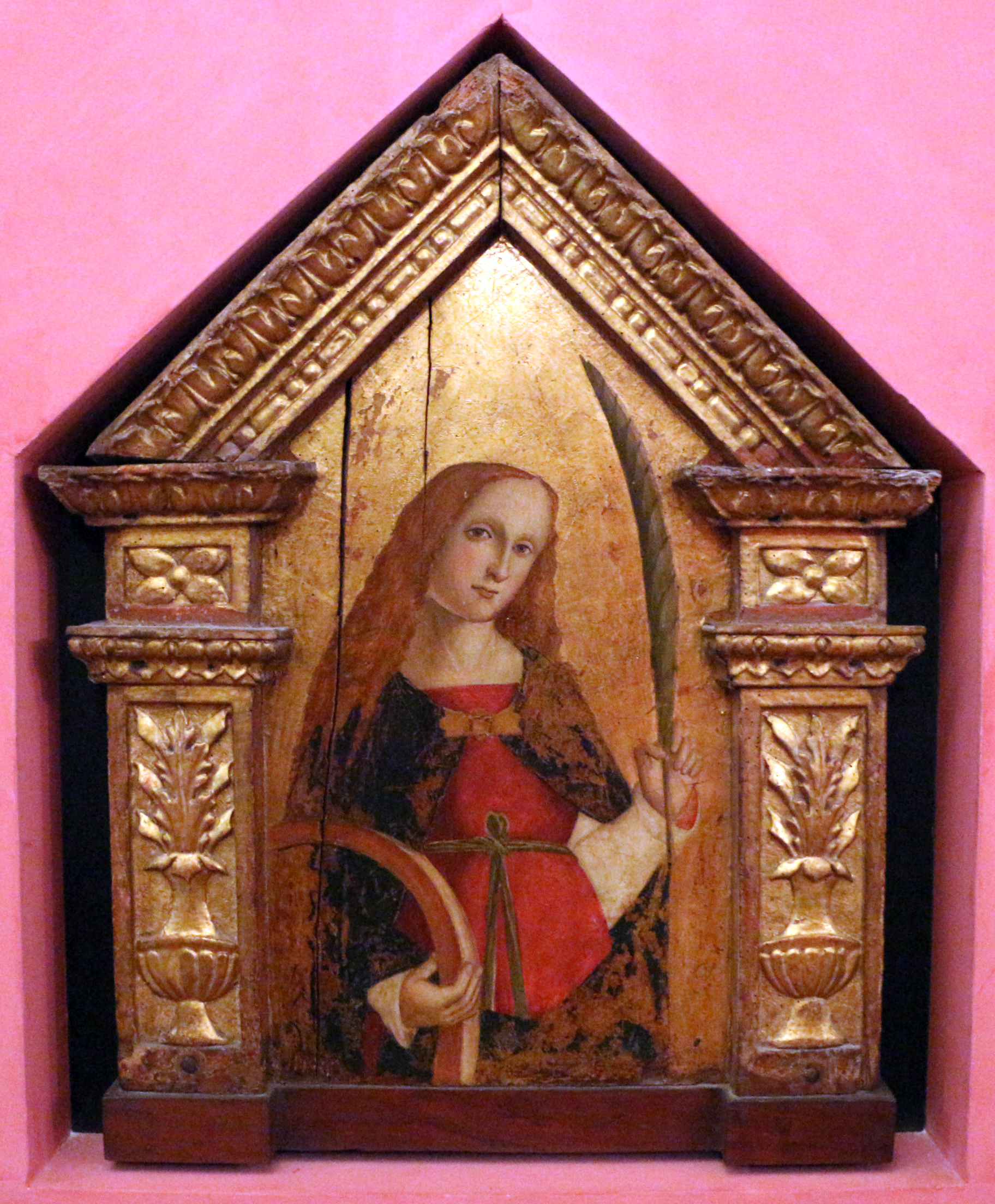
Opera marinoniana eseguita dal 1500 al 1530

Le due tavole Santa Lucia e Santa Caterina d'Alessandria sono due pittura a tempera su tavole eseguite da Giovanni Marinoni probabilmente con i figli Antonio e Bermardino. Facevano parte di un polittico smembrato e sono conservate nel Museo Adriano Bernareggi in Via Pignolo di Bergamo.

## Storia
Le tue tavole, cuspidi di un polittico,  provengono probabilmente dal Santuario della Madonna della Gamba di Desenzano al Serio, questo sembrerebbe indicato da Angelo Pinetti nel suo Inventario degli oggetti d'arte d'Italia che li descrive posti sopra il cornicione della sagrestia quindi di proprietà della fabbriceria del santuario. Una lettera del 31 dicembre 1934 del vescovo Adriano Bernareggi, ne conferma il ritiro per motivi conservativi, dal santuario. Il vescovo ne fece una prima valutazione confermando che il fondo in oro fosse ancora quello originale quindi le tue tavole non avevano subito alcun tipo di restauro, così come riporta l'inventario redatto dal segretario Federico Berta.
Un precedente inventario del 31 marzo 1800 (il calendario rivoluzionario francese riporta 10 iernale anno VIII Repubblicano) ora conservato presso la Biblioteca civica Angelo Mai descrive due tavole che raffigurano le sante Lucia e Caterina dipinte su tavole di legno su sfondo dorato in uno stato conservativo pessimo scrutati in varij luoghi che proveniva dalla chiesa di Romacolo dove i Marinoni avevano già realizzato il politico detto del Romacolo. Una cimasa raffigurante Cristo Redentore ora conservata nella chiesa di San Giorgio a Nese, anche questo rienuto proveniente dalla chiesa di Endenna e che nel 1803 era presente nel palazzo Nuovo di Bergamo. Quindi si può considerare che queste tre tavole appartenenssero ad un medesimo polittico poi smembrato, di cui non è possibile recuperare ulteriore documentazione. Si potrebbe considerare che queste tavole facente parti di un medesimo lavoro, smembrato per una riqualificazione della chiesa di Endenna, fossero poi state vendute separatamente all'asta e acquistate dalla fabbriceria del santuario di Desenzano al Serio, direttamente o indirettamente.

## Descrizione
La prima descrizione inserita nell'inventario del Bernareggi cita: Stile del secolo 1400, finito ma secco. Il giudizio ci descrive quindi due dipinti non solo in mediocre stato conservativo ma anche due raffigurazioni che rinunciano alla descrizione elegante dei dettagli sia degli abiti, delle acconciature, che degli accessori, per puntare all'esenzialità. La pittura sembra abbandonare il tardogotico dipinto dal padre Giovanni per una nuova pittura che potrebbe indicare un lavoro eseguito dal giovane figlio Antonio.

Santa Caterina d'Alessandria volge lo sguardo verso l'osservatore, indossa un abito rosso legato in vita coperto da un mantello. Tiene la ruota con la mano destra e la palma nella sinistra, simboli del martirio che la identificano. Santa Lucia è mancante di sguardo essendo i suoi occhi presenti in uno stiletto. Indossa un abito scuto ed è coperta da un ampio manto rosso. 

Entrambe le sante hanno lunghi capelli ma non presentano particolari acconciature, anche le aureole sono appena accennate. La staticità degli elementi, le dita affusolate, sono tipiche della bottega marinoniana che punta maggiormente sullo sguardo dei suoi soggetti.. 
Le tavole sono avvicinabili alle due sante Agata e Apollonia conservate presso il medesimo museo facenti parte di un ulteriore polittico della bottega marinoniana.